# Holger Adolfsson
Erik Holger Jonatan Adolfsson (i riksdagen kallad Adolfsson i Bynsberg), född 20 januari 1908 i Fiskvik, Hammarö församling, död 25 september 1960 i Röstånga församling, var en svensk politiker, godsägare och riksombudsman.
Han var ledamot av riksdagen, andrakammarledamot 1950–1956 och tillhörde Bondeförbundet. Han skrev 23 egna motioner i riksdagen, bland annat om bidrag till hushållningssällskapen och folkskolorna, tullar och skatter samt prisregleringen på jordbruksområdet. I riksdagen kallad "Adolfsson i Bynsberg" (ägare till Bynsberg, Bro socken, nuvarande Säffle kommun).